# Свердловская (Тюменская область)
Свердловская — деревня в Сладковском районе Тюменской области России. Входит в Новоандреевское сельское поселение.

## География
Деревня расположена на восточном берегу озера Свердлово.

## История
Деревня возникла в 1932 году как центральная усадьба и ферма № 1 вновь созданного мясо-молочного совхоза «Свердловский». Ферме было отведено 6432 га земельных угодий, в том числе пашни 929 га, сенокоса 1861 га, остальное составляли пастбища, леса и болота. С 1940 г. центральное отделение совхоза было переведено на бывшую ферму № 2 Выстрел. В 1954 совхоз был расформирован и ферма Свердлова стала отделением совхоза «Майский». После 1962 года она вошла в состав Маслянского совхоза, а с выделением Ново-Андреевского откормочного совхоза стала его фермой.

## Население
| 2010 |
| ---- |
| 5    |